# Freestyle venezolano
El freestyle, un tipo de rap donde las letras son improvisadas, ha influido en la cultura venezolana desde principios de los años 2000.

## Historia

### Antecedentes
El rap adquirió proyección internacional en 1979 con la publicación de «Rapper’s Delight» por The Sugarhill Gang, obra que, si bien no fue el primer sencillo del género, contribuyó a su difusión fuera de los Estados Unidos. En Venezuela, este estilo musical fue denominado de manera coloquial como «cotorreo», en alusión a su ritmo rápido y cadencioso. En 1980, el humorista y poeta Perucho Conde, bajo la producción de Chuto Navarro para el sello Promociones Musicales (PROMUS), grabó «La cotorra criolla», considerada la primera canción de rap en español en América Latina. La letra del tema abordaba asuntos relacionados con la precariedad laboral y el desempleo, y fue difundida en diversos países de habla hispana.
Durante la década de 1990, el hiphop en Venezuela experimentó un proceso de expansión en el que destacaron agrupaciones como La Corte, consideradas precursoras en la profesionalización del género en el país. Esta agrupación logró difundir el primer vídeo musical de rap venezolano a través de la cadena estadounidense MTV. De manera paralela, el freestyle rap —definido como la improvisación de versos rimados en tiempo real— comenzó a desarrollarse de forma espontánea, influido tanto por el hiphop de proyección internacional como por manifestaciones culturales locales. Entre las influencias relevantes se encuentra el contrapunteo llanero, una tradición de los llanos de Venezuela y Colombia que consiste en duelos poéticos improvisados, acompañados de instrumentos como el cuatro, el arpa y las maracas.

### Competencias defreestyle

#### 2005-presente: La Red Bull Batalla de los Gallos
En 2005 se estableció Red Bull Batalla de los Gallos, una competencia internacional de improvisación de rap en castellano, organizada por la empresa austríaca Red Bull. Dos años más tarde, Venezuela fue sede de la Final Internacional del torneo, celebrada el 27 de octubre de 2007 en el recinto del Nuevo Circo de Caracas. Esta fue la tercera edición del certamen y la primera en realizarse en un país suramericano. La competencia reunió a dieciséis participantes procedentes de países hispanohablantes como España, Argentina, México, Colombia, Puerto Rico y Venezuela. El ganador fue Link One (Puerto Rico), quien venció en la final al dominicano Jay-Co. Durante el evento, la rapera venezolana Gabylonia actuó como presentadora, y la freestyler venezolana Kim MC —campeona nacional ese año— alcanzó la fase de semifinales.
En la historia de las finales nacionales en Venezuela, diversos MCs se han destacado por sus actuaciones. En 2005, MC Ardilla obtuvo el título tras imponerse a Rekeson, clasificando a la final internacional en Puerto Rico. En 2006, Biancucci representó al país en Colombia, luego de vencer a McKlopedia en la final nacional. En 2007, Kim MC se convirtió en la primera mujer en ganar una final nacional de Red Bull Batalla en cualquier país participante, y logró el tercer lugar en la Final Internacional realizada en Caracas. En 2008, Engel Armas obtuvo el campeonato nacional al vencer a Vendetta, seudónimo utilizado por McKlopedia, aunque fue este último quien asistió a la Final Internacional en México como sustituto, luego de que Armas no pudiera participar. McKlopedia alcanzó la fase de semifinales.
Red Bull suspendió las actividades internacionales del certamen entre 2009 y 2012, lo que también interrumpió las competencias nacionales en Venezuela entre 2009 y 2015. La Final Internacional de 2009, celebrada en España, fue la última de ese ciclo, y contó con la participación de McKlopedia, quien clasificó tras ganar la regional de Madrid en 2008, representando nuevamente a Venezuela y alcanzando otra vez las semifinales. En 2012, durante la suspensión de las finales internacionales, se publicó el álbum Sólo los mejores improvisan, una edición especial sin carácter competitivo. En 2013 y 2014, Venezuela no tuvo representación oficial en el certamen.
La competencia fue retomada en 2015, marcando una nueva etapa para la escena del freestyle en el país. Ese año, Inmigrante se consagró campeón tras vencer a Gaviria, y representó a Venezuela en la Final Internacional en Chile, donde llegó a semifinales tras ser eliminado por Tom Crowley. En 2016, Lancer Lirical obtuvo el título nacional al superar a Yero y compitió en la final celebrada en Perú. En 2017, Gaviria se alzó con el campeonato nacional luego de imponerse a Inmigrante, y alcanzó los cuartos de final en la Final Internacional realizada en México, donde fue eliminado por Aczino. En 2018, Letra obtuvo el campeonato tras vencer nuevamente a Inmigrante y llegó a cuartos de final en la edición internacional disputada en Argentina, siendo eliminado por Wos. En 2019, Chang se coronó campeón nacional tras superar a Letra y representó al país en la Final Internacional en España, perdiendo en primera fase contra el colombiano Valles-T.
El rapero Canserbero, considerado por la revista Rolling Stone como «el rapero más grande del rap en español de todos los tiempos», participó en la final nacional de Red Bull Batalla en Venezuela durante la temporada 2007, donde fue eliminado en una batalla contra Pepeto. Esta fue la última vez que participó en una competencia de freestyle a lo largo de su carrera artística.

#### 2014-presente: God Level
God Level es una competencia internacional de freestyle que comenzó en 2014, conocida por reunir a MCs de habla hispana en diversos formatos: individual (1 vs. 1), por parejas (2 vs. 2) y por equipos (3 vs. 3 o 4 vs. 4), con representación por países. La primera edición se realizó en Chile, bajo el formato individual. En esa ocasión, el venezolano Akapellah obtuvo el primer lugar tras vencer al chileno Stigma en la final.
En la edición de 2015 no participaron representantes venezolanos. En 2016, Akapellah regresó a la competencia y alcanzó la fase de semifinales, donde enfrentó al argentino G Sony. Luego de ese enfrentamiento, Akapellah decidió ceder su lugar en la final al considerar que su desempeño no había sido bien recibido por el público, expresando:

No sirve de nada ningún cinturón de cuero si no tengo su respeto [público], y tenía años que no me chiflaban, así que yo no merezco estar en esa final, así que le cedo mi puesto a Sony. Prefiero mil veces seguir disfrutando del cariño de Chile a que me chiflen y ganarme algo que no me merezco; eso se lo merece Sony, gracias Chile.
Akapellah.

En 2018, God Level incorporó el formato 3 vs. 3 por países, lo que representó una modificación en la estructura de la competencia al enfrentar equipos nacionales. La edición se llevó a cabo en el Teatro Caupolicán de Santiago de Chile. Venezuela estuvo representada por un equipo conformado por McKlopedia, Lancer Lirical e Inmigrante, que fue eliminado en cuartos de final tras enfrentar al equipo chileno integrado por Teorema, Nitro y Kaiser.
En 2019 se realizó la God Level All Stars, una edición del torneo en formato por parejas (2 vs. 2) con dos fechas. El freestyler venezolano Letra formó dupla con el argentino Trueno, alcanzando la final en la primera jornada, celebrada en Argentina. En su recorrido vencieron a los equipos conformados por Zaina y Mecha (Argentina), Chuty y Aczino (España y México), y Cacha y Dominic (Argentina y México). En la final, fueron derrotados por Jaze (Perú) y Stuart (Argentina). En la segunda jornada, ambas parejas se enfrentaron nuevamente, con una nueva victoria para el equipo conformado por Jaze y Stuart.
En esa misma edición, Lancer Lirical participó en dupla con el argentino G Sony. En la primera fecha vencieron al español Skone y al argentino Papo, siendo eliminados en cuartos de final por Zaina y Mecha. En la segunda fecha, enfrentaron nuevamente a Skone y Papo, con derrota para el equipo de Lancer Lirical y G Sony.
Además, ese mismo año se celebró la God Level Fest 3 vs. 3., una competencia por equipos con tres fechas establecidas en México, Chile y Perú. El equipo venezolano, integrado por Letra, Lancer Lirical y McKlopedia, fue eliminado en cuartos de final en cada una de las tres jornadas. En la primera, enfrentaron al equipo peruano (Choque, Jaze y Nekroos); en la segunda, al equipo argentino (Wos, Trueno y Papo); y en la tercera, al equipo español (Skone, Chuty y Force). Tras estas eliminaciones, el equipo de Venezuela finalizó en la última posición de la tabla general.
En 2020 se celebró la God Level All Stars 2vs2 World Edition, una competencia con tres fechas realizadas en Chile, México y España. Venezuela fue representada por Lancer Lirical y Letra. En la primera jornada, vencieron al equipo argentino conformado por Lit Killah y Mecha; posteriormente, superaron a BTA y Zasko Master (España) en cuartos de final, y fueron eliminados en semifinales por Chuty y Skone, también representantes de España. En la segunda fecha, disputada en México, el equipo venezolano fue eliminado en primera ronda por el dúo chileno Metalingüística y Jokker. En la tercera jornada, realizada en España, derrotaron a Nitro y Kaiser (Chile) en la primera ronda, a Cacha y Zaina (Argentina) en cuartos de final, y a Carpediem y Valles-T (Colombia) en semifinales. En la final, nuevamente se enfrentaron a Chuty y Skone, cayendo derrotados y finalizando como subcampeones de esa fecha.
En 2021 se llevó a cabo la God Level Grand Slam: World Edition, una edición del torneo que incorporó por primera vez el formato 4 contra 4, con representación por países o regiones. La competencia constó de seis jornadas, aunque la segunda fue suspendida por motivos organizativos, y cada enfrentamiento incluyó tres batallas. Los freestylers venezolanos Letra y Lancer Lirical integraron el equipo Tricolor junto a los colombianos Valles-T y Marithea, representando de manera conjunta a Venezuela y Colombia.
En la primera jornada, el equipo Tricolor obtuvo una victoria en tres batallas frente al equipo español, conformado por Chuty, Gazir, Skone y Sara Socas. En la tercera jornada, se impusieron en las tres batallas al equipo argentino, integrado por Stuart, Klan, Saga y Mecha. En la cuarta jornada, vencieron en dos de las tres batallas al equipo peruano, compuesto por Jaze, Maricielo, Jota y Nekroos. En la quinta jornada, enfrentaron al equipo chileno, conformado por Nitro, Kaiser, Teorema y KMC, logrando una victoria. En la sexta y última jornada, disputaron el enfrentamiento contra el equipo mexicano, integrado por Aczino, Rapder, Lobo Estepario y Karey Cuevas, y fueron derrotados en las tres batallas. El equipo Tricolor finalizó en la tercera posición de la clasificación general.

## Influyentes

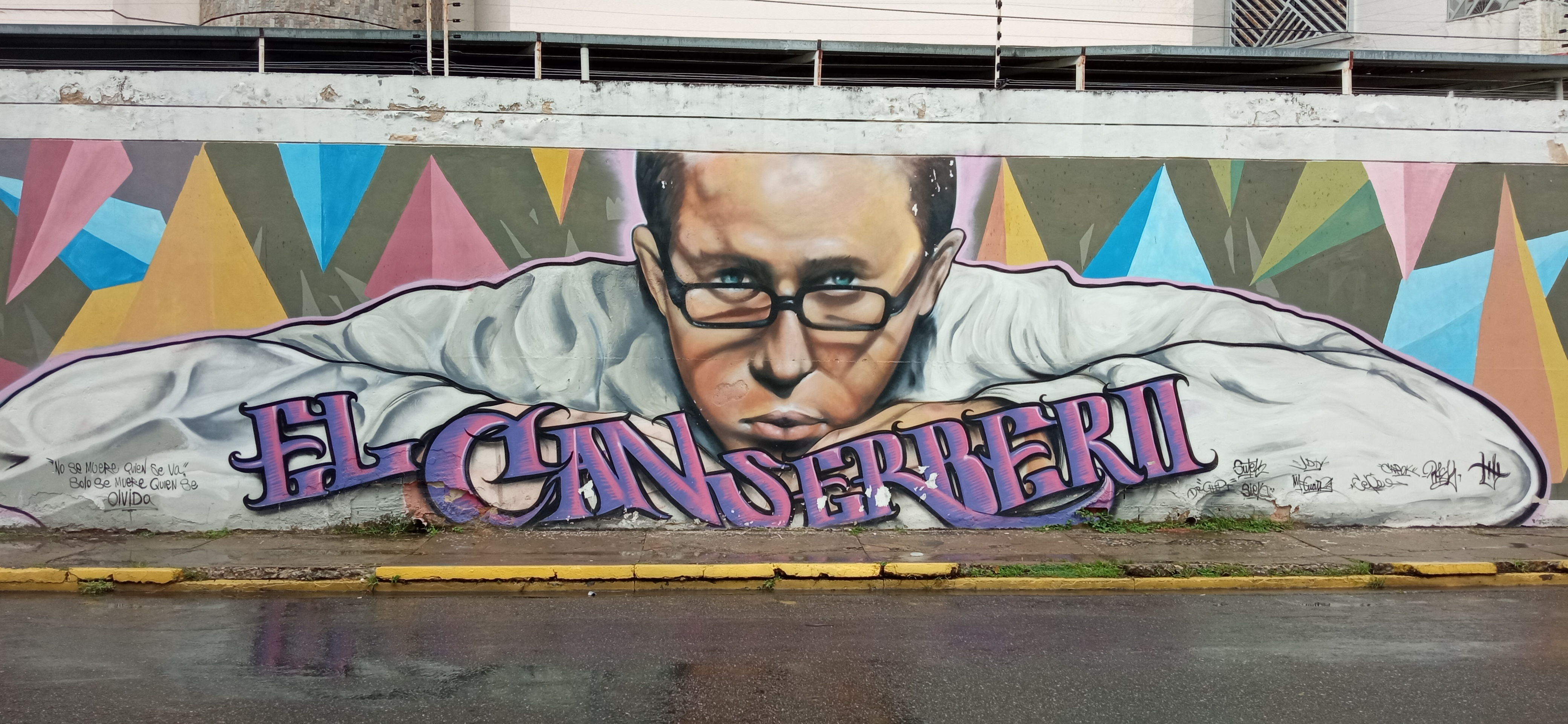
Grafiti de Canserbero en la avenida Las Delicias de la ciudad de Maracay, 2021.

Canserbero se convirtió en el rapero más nombrado en las batallas de freestyle por su influencia en la cultura hiphop.